# Isonzo
Isonzo (slovenă Soča) este un râu care izvorăște din Alpii Iulieni, curge pe teritoriul Sloveniei și Italiei și se varsă la Triest în Marea Adriatică.

## Geografie
Râul izvorăște la poalele muntelui Travnik (2.379 m) în apropiere de vârfurile Mangart (2.677 m) și Jalovec (2.645 m), din masivul Alpilor Iulieni, Slovenia. Isonzo are lungimea de 140 km, și are izvorul pe teritoriul Parcului Național Triglav în apropiere de Vršič-Pass (1.611 m) din districtul Kranjska Gora (Kronau. Pe traseul cursului superior Soča (Isonzo) primește apele afluentului pe stânga „Lepena”, iar în apropiere de Bovec primește apele lui Koritnica, până la localitatea Kobarid (Caporetto). Cursul repede al râului este o atracție pentru iubitorii sportului nautic și pentru pescari. Clima pe valea lui Soča este relativ blândă. La vărsarea în Marea Adriatică râul transportă o cantitate mare de pietriș. Debitul lui de apă este foarte variabil ceea ce necesită poduri lungi. Vara, când cantitatea de precipitații este mică, râul devine un pârău.

## Bătăliile de la Isonzo
În primul război mondial au avut loc lupte sângeroase pe valea superioară a lui Isonzo, după ce la data de 23 mai 1915 Italia a declarat război Austro-Ungariei, având loc în total dousprezece bătălii, în care au avut loc 11 ofensive italiene, fără un rezultat, care a determinat moartea a sute de mii de soldați. La sfârștul lunii octombrie 1917 ofensiva comună a trupelor germano-austriece, a reușit în bătălia a douăsprezecea să străpungă la Bovec (Flitsch), Kobarid (Karfreit) și Tolmin (Tolmein) frontul italian, care pentru a evita o încercuire au fost nevoite să se retragă pe Valea Piave. De menționat este faptul că la aceste lupte a participat și locotenentul Erwin Rommel, care ulterior a devenit general în Al Doilea Război Mondial, primind porecla de „Vulpea deșertului” în luptele din Africa.